# العلاقات اليمنية الهندوراسية
العلاقات اليمنية الهندوراسية هي العلاقات الثنائية التي تجمع بين اليمن وهندوراس.

## مقارنة بين البلدين
هذه مقارنة عامة ومرجعية للدولتين:
| وجه المقارنة                                              | اليمن                   | هندوراس          |
| --------------------------------------------------------- | ----------------------- | ---------------- |
| المساحة (كم2)                                             | 555.00 ألف              | 112.49 ألف       |
| عدد السكان (نسمة)                                         | 28.25 مليون             | 9.27 مليون       |
| الكثافة السكانية (ن./كم²)                                 | 50.9                    | 82.41            |
| العاصمة                                                   | صنعاء عدن (عاصمة مؤقتة) | تيغوسيغالبا      |
| اللغة الرسمية                                             | اللغة العربية           | اللغة الإسبانية  |
| العملة                                                    | ريال يمني               | لمبيرة هندوراسية |
| الناتج المحلي الإجمالي (بليون دولار)                      | 18.21 مليار             | 22.98 مليار      |
| الناتج المحلي الإجمالي (تعادل القوة الشرائية) بليون دولار | 75.69 مليار             | 41.14 مليار      |
| الناتج المحلي الإجمالي الاسمي للفرد دولار أمريكي          | 1.41 ألف                | 2.53 ألف         |
| الناتج المحلي الإجمالي للفرد دولار أمريكي                 |                         | 4.91 ألف         |
| مؤشر التنمية البشرية                                      | 0.498                   | 0.606            |
| رمز المكالمات الدولي                                      | +967                    | +504             |
| رمز الإنترنت                                              | .ye                     | .hn              |
| المنطقة الزمنية                                           | ت ع م+03:00             | 00               |

## منظمات دولية مشتركة
يشترك البلدان في عضوية مجموعة من المنظمات الدولية، منها:
| علم المنظمة | اسم المنظمة                               | تاريخ انضمام اليمن | تاريخ انضمام هندوراس |
| ----------- | ----------------------------------------- | ------------------ | -------------------- |
|             | مؤسسة التنمية الدولية                     | 22 مايو 1970       | 23 ديسمبر 1960       |
|             | الأمم المتحدة                             | 30 سبتمبر 1947     | 17 ديسمبر 1945       |
|             | منظمة الشرطة الجنائية الدولية             | ?                  | ?                    |
|             | المركز الدولي لتسوية المنازعات الاستشارية | 20 نوفمبر 2004     | 16 مارس 1989         |
|             | الاتحاد الدولي للاتصالات                  | 1931               | 27 أكتوبر 1925       |
|             | البنك الدولي للإنشاء والتعمير             | 3 أكتوبر 1969      | 27 ديسمبر 1945       |
|             | الاتحاد البريدي العالمي                   | ?                  | ?                    |
|             | منظمة حظر الأسلحة الكيميائية              | ?                  | ?                    |
|             | مؤسسة التمويل الدولية                     | 22 مايو 1970       | 20 يوليو 1956        |
|             | وكالة ضمان الاستثمار متعدد الأطراف        | 12 مارس 1996       | 30 يونيو 1992        |
|             | يونسكو                                    | 2 أبريل 1962       | 16 ديسمبر 1947       |

## وصلات خارجية
- موقع وزارة الخارجية الهندوراسية